# Micro-région de Békéscsaba
La micro-région de Békéscsaba (en hongrois : békéscsabai kistérség) est une micro-région statistique hongroise rassemblant plusieurs localités autour de Békéscsaba.